# Music to Scream To
Music to Scream To è il terzo album ambientale della cantante statunitense Poppy, pubblicato il 20 ottobre 2020 dalla Sumerian Records.
L'album è direttamente correlato al romanzo grafico Poppy's Inferno, in quanto colonna sonora dell'opera, similarmente all'album ambientale precedente, I C U: Music to Read To.

## Descrizione
Il 28 gennaio 2020, Poppy annunciò che avrebbe pubblicato una graphic novel nel luglio del 2020, chiamata Poppy's Inferno. Nell'annuncio, rivelò che il romanzo sarebbe stato venduto in bundle con un album intitolato Music to Scream To.
La data di pubblicazione fu rimandata più volte. Originariamente l'album doveva essere rilasciato a luglio, però a causa della pandemia COVID-19 fu inizialmente posticipato al 4 agosto, e poi all'8 settembre. Il 2 settembre Z2 Comics annunciò via mail che ogni edizione del romanzo sarebbe stato pubblicato il 20 ottobre a causa di ritardi di manifattura.
L'11 agosto 2020 Poppy, in un podcast con i Boulet Brothers, annunciò che Music to Scream To sarebbe stato un album noise.
L'11 ottobre 2020 la cover e lista dei brani furono rivelate.
Similarmente a I C U: Music to Read To, A Very Poppy Christmas e Stagger, l'album è disponibile (in formato fisico) soltanto sotto forma di vinile. Inoltre, è il primo album di Poppy ad essere scritto, composto e prodotto esclusivamente dalla cantante stessa.

## Tracce
Musiche di Moriah Rose Pereira eccetto dove indicato.
1. Scream – 0:54
2. Screamm – 8:34
3. Screammm (feat. GASM) – 4:26 (musica: Moriah Rose Pereira, GASM)
4. Screammmm – 6:12
5. Screammmmm – 6:12
6. Screammmmmm – 7:34

Durata totale: 33:52